# Raiz (revista)
A Raiz. é uma revista brasileira de arte e cultura que teve sua primeira edição impressa em dezembro de 2005.
Sua missão é dar a conhecer e fazer consumir a produção cultural popular brasileira em todas as suas expressões - sonora, iconográfica, cênica e escrita, visando a promoção da cultura popular brasileira.

A formação da identidade brasileira é o tema norteia o editorial da revista, seja ela global, nacional ou local.
Seu conteúdo remete a manifestações artísticas de diversos matizes, onde artistas e intelectuais falam sobre a importância de se “descobrir o Brasil” como fonte de possibilidades econômicas, reconfigurações de identidades, novos e antigos fazeres.

## Projetos de destaque
Levantando a Poeira da Cultura Brasileira  
Nação - Cultura e Pensamento MINC (S.B.Campo/SP, Olinda/PE, Rio Branco/AC). 